# Бейца (комуна)
Бейца (рум. Băița) — комуна у повіті Хунедоара в Румунії. До складу комуни входять такі села (дані про населення за 2002 рік):
- Барбура (183 особи)
- Бейца (466 осіб) — адміністративний центр комуни
- Кеїнелу-де-Сус (470 осіб)
- Кречунешть (284 особи)
- Лунка (310 осіб)
- Орміндя (577 осіб)
- Пештера (110 осіб)
- Селіште (307 осіб)
- Трестія (356 осіб)
- Фізеш (209 осіб)
- Херцегань (946 осіб)

Комуна розташована на відстані 307 км на північний захід від Бухареста, 17 км на північ від Деви, 99 км на південний захід від Клуж-Напоки, 132 км на схід від Тімішоари.

## Населення
За даними перепису населення 2002 року у комуні проживали 4218 осіб.
Національний склад населення комуни:
| Національність | Кількість осіб | Відсоток |
| -------------- | -------------- | -------- |
| румуни         | 4175           | 99,0%    |
| угорці         | 22             | 0,5%     |
| німці          | 15             | 0,4%     |
| цигани         | 5              | 0,1%     |
| словаки        | 1              | < 0,1%   |

Рідною мовою назвали:
| Мова      | Кількість осіб | Відсоток |
| --------- | -------------- | -------- |
| румунська | 4193           | 99,4%    |
| угорська  | 16             | 0,4%     |
| німецька  | 8              | 0,2%     |
| словацька | 1              | < 0,1%   |

Склад населення комуни за віросповіданням:
| Релігія            | Кількість осіб | Відсоток |
| ------------------ | -------------- | -------- |
| православні        | 4118           | 97,6%    |
| римо-католики      | 39             | 0,9%     |
| п'ятдесятники      | 27             | 0,6%     |
| реформати          | 6              | 0,1%     |
| баптисти           | 5              | 0,1%     |
| бретрени           | 4              | 0,1%     |
| греко-католики     | 3              | 0,1%     |
| адвентисти         | 2              | < 0,1%   |
| унітарії           | 2              | < 0,1%   |
| не релігійні       | 1              | < 0,1%   |
| не вказали релігію | 4              | 0,1%     |